# Куменан

34°55′45″ пн. ш. 133°57′39″ сх. д. / 34.92917° пн. ш. 133.96083° сх. д.
Куменан (яп. 久米南町) — містечко в Японії, в повіті Куме префектури Окаяма.